# GeForce FX系列
GeForce 5（官方統稱為GeForce FX系列）是由NVIDIA研發設計的第五代GeForce顯示核心產品，分為兩大系列：
- GeForce FX（核心代號NV3x）在2002年11月18日的COMDEX展上發佈。GeForce FX 5800 Ultra與FX 5800是全世界首款支持DDR2显存的顯示卡。它使用了當時許多超前的技術，其采用CineFX 2.0引擎，首次支持CG高级编程语言，亦完全支持Direct 9.0。NV30晶片是全新設計的，與NV25極少有相似之處，而晶体管数量是上一代NV25/NV28的两倍。2003年3月19日，NVIDIA發表該系列的移動版GeForce FX Go，最初發表有五款產品FX Go 5700、FX Go 5650、FX Go 5600、FX Go 5200、FX Go 5100，同年9月發表了建基於NV3x系列的Personal Cinema FX數位娛樂解決方案。

- GeForce PCX（核心代號NV3xPCX）在2004年2月17日的IDF2004上正式发布。是業界第一套全系列支援PCI-E介面的GPU。但GeForce PCX只是GeForce FX系列显示卡配合HSI桥接芯片,將原本為AGP介面而設計的顯式卡，僅用該橋接晶片轉接至PCI-E插槽，性能瓶頸依舊存在，所以GeForce PCX只是理論上支援PCI-E，完全不能發揮PCI-E應有效果。GeForce PCX名副其實是過渡產品。

核心以TSMC0.13微米製程製造。與前代0.15微米製程相比，新的製程可使電晶體縮小25%且快上25%。但NV30结构复杂，导致成品率较低。而128位的显存頻宽严重跟制了其性能，由於核心頻率高，所以发热量也高。而必須采用更強的散熱風扇。然而該散熱風扇噪音過高，且需多佔用一條PCI槽，成為該產品所诟病的缺點。GeForce 5後期型號眾多，定位有部分重疊。

## GeForce FX
NVIDIA於2002年11月18日發佈GeForce FX，由於其採用當時領先的0.13微米製程（臺積電代工）及GDDR2顯示記憶體（三星製造）的成品率太低，NVIDIA臨時改進了NV25核心使其支援AGP 8X，稱為NV28核心，即Ti 4600更新為Ti 4800來臨時應對競爭對手的Radeon 9700 Pro，但終究是上一代產品，效能完全不敵競爭對手，使ATi罕有的取得了之前從未獲得過的效能之王。GeForce FX正式上市前的這段時間NVIDIA陷入了這種難堪的局面，只能通過優化驅動來減小與ATi產品的差距。
GeForce FX正式開始上市是在2003年1月27日，首批有兩個型號，FX 5800 Ultra與FX 5800。前者負責取代上代的Ti 4800，頻率達到核心500MHz/顯示記憶體1000MHz，是當時市面上頻率最高的顯示卡，首次超前使用三星剛剛開始量產的GDDR2作為顯存，時脈雖比DDR高，但功秏也提高，时间延迟亦変得嚴重。所以就算使用了新技術，只有128 Bit位寬，完全不能發揮NV30应有的效能，在與競爭對手Radeon 9700 Pro對比的多個媒體評測中只是勉強取得了勝利，但為此付出的代價相當大，即使NV30支援分頻技術，但由於採用兩倍於上代產品的晶體管製造，它的運行溫度很高，消耗了兩倍於同等ATi顯卡的電能。FX 5800 Ultra採用史無前例的佔據兩個PCI槽的FX Flow散熱系統的噪音也相當高。FX 5800 Ultra的效能王座只坐了不到一個月，ATi在FX 5800 Ultra發佈不久迅速推出了Radeon 9800 Pro予以還擊，且效能比FX 5800 Ultra來得更高。現時FX 5800 Ultra被認為是NVIDIA公司自成立以來除NV1外第二失敗的產品。低一個檔次的FX 5800頻率稍低，負責取代上代的Ti 4800 SE，散熱器則為普通風扇，噪音稍小，但同樣需要占用2個PCI槽。
FX 5800系列顯卡採用第二代CineFX引擎，支援Intellisample技術，ForceWare統一軟體環境。提供了FP16和FP32精度模式。這兩種模式前一種意味著低精度渲染（和競爭對手相對而言），另一種是低性能模式。32位元支援也使得電晶體數量大幅增加。著色性能通常也只有競爭對手ATi產品的一半或是更低。作為相容微軟DirectX標準上享有盛譽的NVIDIA，為此次誤判微軟下一代規範，付出了沉痛的代價。
NVIDIA開始掩飾GeForce FX的缺點。這個時候備受關注的“FX Only”演示程式Dawn發佈了。但是當這個程式被破解之後，人們發現在Radeon 9700顯卡上運行的速度甚至更快。隨後，NVIDIA在驅動上進行了更多的修改和“優化”，但是NVIDIA的穩定和高效驅動的傳奇已經不在了。後期，NVIDIA通過對指令的重新排序部分地縮小了性能差距，但是著色性能依舊較弱，而且對特定硬體指令十分敏感。NVIDIA於是尋求微軟的合作，更新DirectX規範，依此可以生成對GeForce FX架構優化的指令代碼。
在2003年3月份，NVIDIA還發佈了代號NV31的FX 5600 Ultra與FX 5600，代號NV34的FX 5200 Ultra與FX 5200四款顯示卡，定位於中階與主流市場，對手是ATi的Radeon 9600與Radeon 9200，其中NV31與NV30的基本特性完全相同，同為CineFX引擎，支援Intellisample技術，但其採用了128位元的DDR顯示記憶體，顯核及記憶體頻率均有所降低，擁有四條像素管線。稍後NVIDIA又針對OEM市場發佈FX 5600簡化版，其PCB用料簡化，頻率降低（不同國家地區有不同的三種名稱：FX 5600 SE/XT/LE）。FX 5600 Ultra的效能不足以撼動Radeon 9600 Pro，所以在5月份NVIDIA推出了新版FX 5600系列，核心採用覆晶技術，提升了50MHz的頻率達到400MHz，顯示記憶體亦提升到800MHz，與此同時之前的FX 5600簡化版開始走入零售市場。NV34則不支援Intellisample技術，像素管線同為四條。FX 5200除了支援DirectX 9與上代產品相比毫無優勢，其效能比GeForce4 MX 440 SE還要低，並不足以流暢運行遊戲。競爭對手ATi在當時沒有支援DirectX 9的同級別低階產品，造成FX 5200相當暢銷，在2003年至2004年期間佔據了整個低階市場，後期更推出了FX 5200簡化版，直到2004年ATi發佈Radeon 9550。FX 5200 Ultra效能比FX 5200稍強，但它的公版設計是採用與FX 5600 Ultra相同的PCB，不利於降低成本，所以市場上相當少見。NVIDIA在OEM市場還有FX 5100，它的頻率相比FX 5200有所降低，當然效能一樣很低。
為了應對Radeon 9800 Pro，NVIDIA在NV30推出兩個月後迅速推出了核心代號NV35的FX 5900 Ultra與FX 5900來取代。由此導致FX 5800 Ultra與FX 5800的壽命相當短，不久就停產。這次NVIDIA迅速吸取了之前的教訓，重新採用技術成熟的256位元DDR顯示記憶體。NV35同時還改進了之前的技術，CineFX升級為CineFX 2.0，主要是改进了浮点Pixel Shader的运算能力，改善了各项异性过滤的图像质量等。Intellisample升級為Intellisample HTC，它增加了色彩、高级纹理和Z轴压缩算法来提升图像质量，另外1：4的无损压缩技术也在256位显存带宽的帮助下得到了很好的发挥。它還加入了UltraShadow技术用来加速Volumetric Shadow的速度，它允许程序员约束光源使物体的阴影在一个特定的范围内，这样就加速了阴影的计算速度。而之前的產品可以通過軟體模擬來實現該技術，但效能會有所降低。NV35相比NV30在内存带宽、反锯齿填充率、图形优化功能上分别有所提升和改进。FX 5900 Ultra和FX 5900的散熱系統相比FX 5800 Ultra小了許多，由於發熱量的降低，使其不用採用FX Flow的大型散熱系統，噪音也沒有之前這麼嚴重，它同樣支援分頻技術，在2D下的頻率降低以節約電能。縱使有如此多的改進，FX 5900 Ultra在與9800 Pro的較量中還是勉強取得了勝利。
對手不久又改進其Radeon 9800 Pro產品，於10月中旬發佈了Radeon 9800 XT，NVIDIA為了應對馬上在10月下旬又推出了代號NV38的FX 5950 Ultra，它採用更先進的製造工藝，使其能獲得更高的頻率，NV38顯示卡只改進了PCB供電設計，其他特性與NV35完全相同，它在與Radeon 9800 XT較量中勢均力敵，但效能依然偏弱，只在少數項目中取得領先。與NV38一同發佈的還有代號NV36的FX 5700 Ultra與FX 5700以及簡化版的FX 5900（性質與FX 5600簡化版相同），它的對手是ATi的Radeon 9600 XT，NV36交由IBM代工，亦是NVIDIA與IBM的第一次合作。FX 5700 Ultra是FX 5900 Ultra的中階版本，它擁有FX 5900 Ultra所支援的所有特性，唯一不同的是頻率有所降低並採用了DDR2記憶體，它的效能壓倒了9600 XT。2004年3月NVIDIA發佈了FX 5700的簡化版來取代之前的FX 5600簡化版，對手是Radeon 9600 SE，同時還發佈了代號同為NV34的FX 5500，它在FX 5200的基礎上提升了頻率，但效能不足以超過FX 5200 Ultra，FX 5500是以較低的成本獲得了接近FX 5200 Ultra的效能。2004年5月NVIDIA將FX 5700系列改用最新的GDDR3顯示記憶體，頻率達到1GHz，其效能甚至超過了簡化版的FX 5900。2004年9月1日NVIDIA將OEM市場上的FX 5700 VE拿到零售市場上來彌補FX 5700簡化版的缺貨，同時針對中國大陸市場推出了FX 5900 ZT，它採用與FX 5900一樣的設計，但它的頻率稍低，完全可以通過超頻達到FX 5900的效能。

## GeForce PCX
2004年2月推出的GeForce PCX只是通過HSI橋接晶片來支援PCI-E介面，非原生支援。5系列只有三款產品，早期發表的GeForce PCX 5950改為GeForce PCX 5900推出，採用FX 5900 XT（NV35）核心，GeForce PCX 5750採用FX 5700（NV36）核心，GeForce PCX 5300採用FX 5200（NV34）核心。GeForce PCX 4300則是採用NV18核心的上代產品。競爭對手ATi曾諷刺NVIDIA「有路何需搭橋」，但最終也迫於市場壓力推出了單向橋接晶片Rialto。

## 產品規格
- CineFX2.0渲染引擎：
  - 提供了对于DirectX9.0的支持
  - 支持2.0版本的像素着色器和顶点着色器

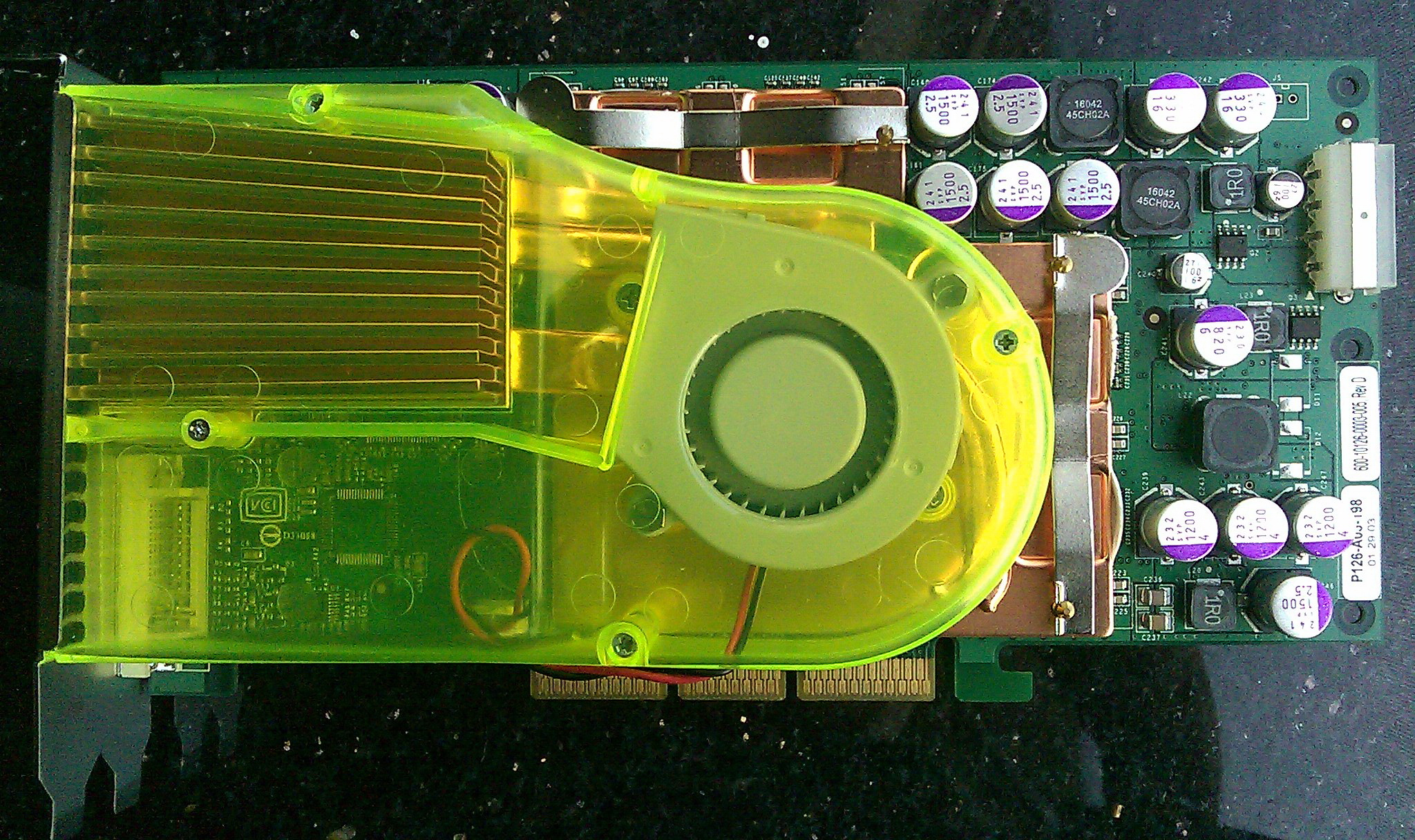
NVIDIA GeForce FX 5800 Ultra

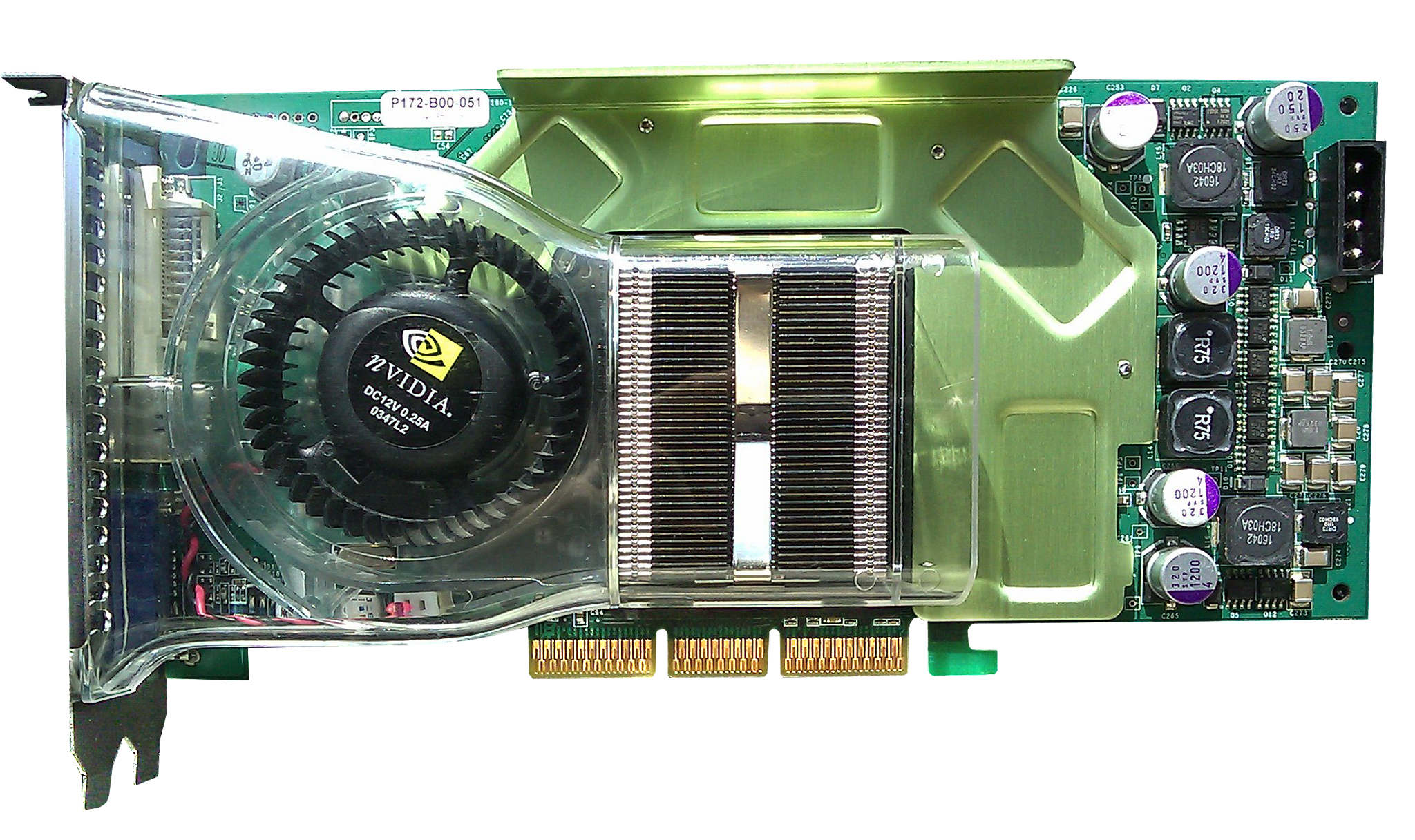
NVIDIA GeForce FX 5950 Ultra

  - 高精密图形显处理能力，支持128bit的浮点精度（FP32）
  - 每个PASS最高支持16次帖图
  - Intellisample HCT：
  - 2X/4X/4XS QuinCunx 6XS/8X多采样全屏抗锯齿模式
  - 4:1的Z轴以及色彩压缩能力
  - 快速Z轴清除功能
  - 2X/4X/6X/8X的异性材质过滤

- UltraShadow Technology：
  - 第一代阴影加速技术，支持Shadow Volume渲染技术
  - 提供双倍的Z-Buffer渲染速度
  - 提供双倍的Stencil Buffer渲染速度

- Advanced Display options：
  - nView多媒体控制桌面系统
  - 支持数字控制系统
  - GPU内部整合TV-Encoder
  - 内部整合MPEG2解码器